# Принудительный поставщик человеческого сырья

Джон Хартфилд. «Принудительный поставщик человеческого сырья», 1930

«Принудительный поставщик человеческого сырья», также «Фабрика человеческого мяса» (нем. Zwangslieferantin von Menschenmaterial) — антивоенный фотомонтаж немецкого художника, фотографа, плакатиста и декоратора Джона Хартфилда, опубликованный в прокоммунистическом немецком журнале AIZ (Том IX, № 10). В 1915 году немецкий левый авангардист Хельмут Херцфельд англизировал свои имя и фамилию, став Джоном Хартфилдом, чем выразил свой протест против антибританской шовинистической пропаганды, захлестнувшей Германию после начала Первой мировой войны. Поначалу он принадлежал к группе левых берлинских авангардистов, известных как «политические дадаисты», разрабатывая фотомонтаж как искусство, одним из пионеров которого был. В 1919 году вступил в Коммунистическую партию Германии, придав своему творчеству политизированный характер: антивоенный, антибуржуазный, антифашистский. 
На фотографии представлена сидящая уставшая беременная женщина из рабочего класса, сложившая руки на животе перед собой. При помощи монтажа её изображение сопоставлено с архивной фотографией погибшего молодого солдата времён Первой мировой войны, размещённой на заднем плане работы. Переход между женщиной и трупом сделан плавным, затушёванным, что позволяет добиться реалистичности перспективы двух планов. Их сопоставление должно привести к мысли, что труп солдата является не только физическим объектом, но и социальной перспективой: «Вздутый живот беременной работницы и лежащий вдали убитый солдат — это диалектически одно и тоже существо. Солдат лежит не в пространственной дали, а во временной». В отличие от подавляющего большинства работ Хартфилда на самой фотографии отсутствуют поясняющие надписи. Они были опубликованы в журнале, где содержался следующий текст: «Вынужденный поставщик человеческого сырья — смелее! Государству нужны безработные и солдаты!» (Zwangslieferantin von Menschenmaterial — Nur Mut! Der Staat braucht Arbeitslose und Soldaten!) Развивая эту мысль советские исследователи творчества немецкого мастера Сергей Третьяков и Соломон Телингатер писали, что в этом заключается удел многих неимущих женщин при капитализме: «Рожать во что бы то ни стало, говорит государство выброшенным за борт производства капиталистической рационализацией нищим, голодным, бездомным». Кроме того, они также указывают, что кроме текстового комментария, в этой работе отсутствуют и другие характерные приёмы Хартфилда: парадоксальное сопоставление размеров элементов изображения (контрастное увеличение одних по отношению к другим), неожиданное сравнение.